# Hall of Fame Racing
Pour les articles homonymes, voir Hall of Fame.
Hall of Fame Racing est une ancienne écurie NASCAR, principal organisme qui régit les courses automobiles de stock-car aux États-Unis, basée à Concord en Caroline du Nord.

## Parcours en NASCAR Cup Series
Elle était propriété de Jeff Moorad, Tom Garfinkel et Tom Davin même si elle avait été créée par les anciens quarterback des Cowboys de Dallas, Roger Staubach, Troy Aikman et Bill Saunders.
Sa meilleure saison en NASCAR Cup Series fut celle de 2007 lorsque ses pilotes Tony Raines et Ron Fellows (ce dernier pour les courses routières) terminent 25e du championnat au volant de la Chevrolet DLP no 96. L'écurie a cessé ses activités après la saison 2009.

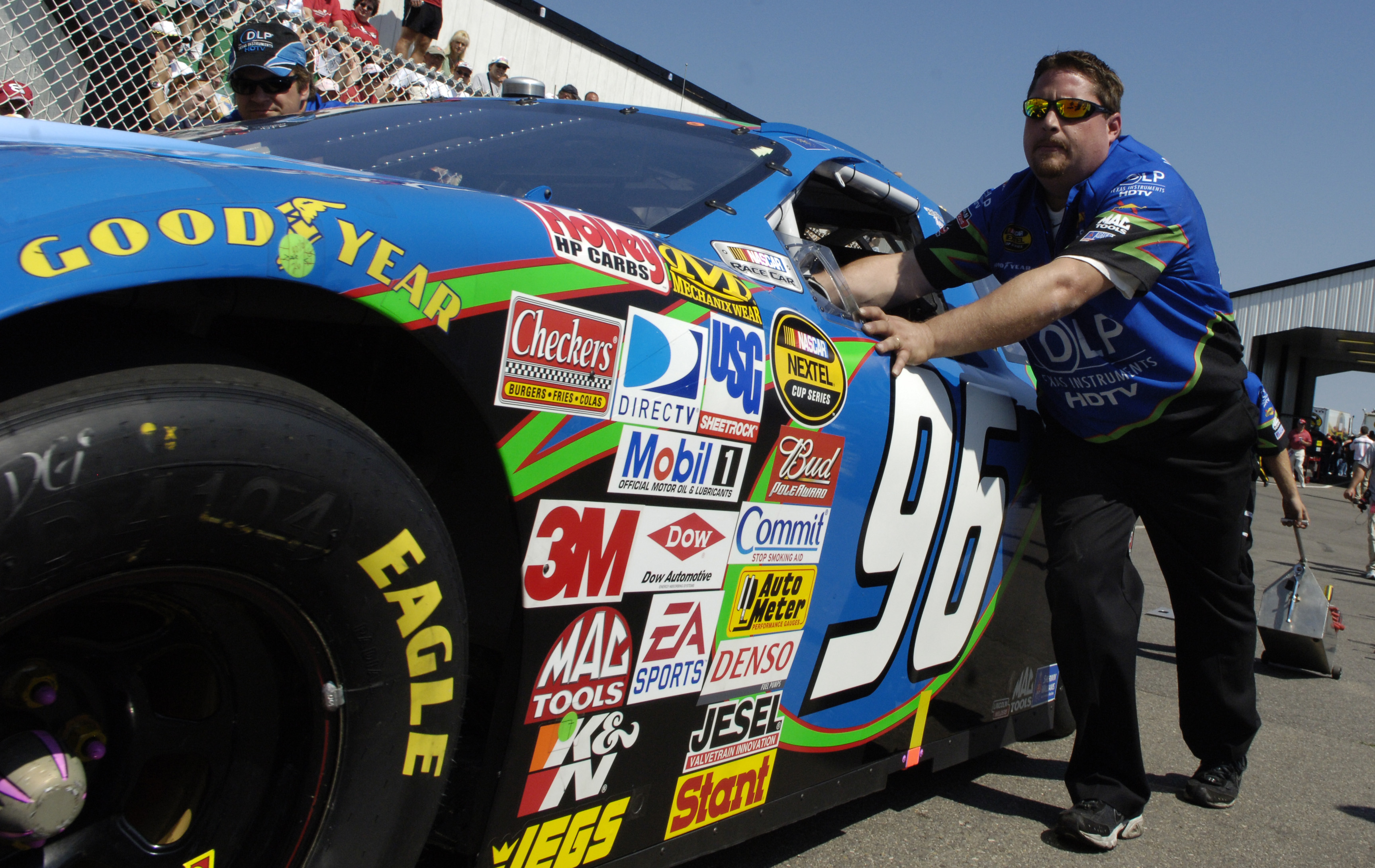
La voiture 96 à Pocono en 2007.

## Pilotes
- Tony Raines (2006–2007)
- Terry Labonte (2006, les cinq premières courses et les courses routières)
- Ron Fellows (2007, courses routières uniquement)
- J. J. Yeley (2008)
- Ken Schrader (2008)
- P. J. Jones (2008, Watkins Glen uniquement)
- Brad Coleman (2008, Michigan uniquement)
- Joey Logano (2008, Loudon et Kansas uniquement)
- Bobby Labonte (2009)
- Erik Darnell (2009)